# Györkös Péter (diplomata)
Györkös Péter (Zirc, 1963. november 10. –) magyar diplomata, nagykövet.

## Pályafutása
A moszkvai Nemzetközi Kapcsolatok Intézetében (MGIMO) végzett 1988-ban, majd rögtön a Külügyminisztérium szolgálatába lépett. 1988-tól az NDK, majd Németország referense, később a referatúra vezetője volt. 1991 és 1996 között a bonni nagykövetség titkára és a politikai osztály vezetője volt, és 1992-ben közgazdasági doktorátust is szerzett a Budapesti Közgazdaságtudományi Egyetemen. 1996-7-ben a 2. területi főosztály helyettes, majd főosztályvezetője volt, 1998-ig pedig az integrációs államtitkárság főosztályvezető helyettesi pozícióját töltötte be. 1998 és 2005 között az EU-koordinációs főosztályt vezette, majd 2006-ig az Európai Ügyek Hivatalának elnökhelyettese lett.
2007-ben nevezték ki először nagykövetté, ekkor Magyarország zágrábi nagykövetsége vezetője lett, megbízólevelét augusztus 30-án adta át. 2010-ben állomáshelye megváltozott: szeptember 15-én foglalta el hivatalát és október 12-én adta át új nagyköveti megbízólevelét Brüsszelben, ahol az Európai Unió melletti állandó képviselet vezetője lett. 2015 nyaráig tartott megbízatása, szeptemberben már Várhelyi Olivér érkezett a helyére, Györkös pedig 2015. november 10-én adta át megbízólevelét Joachim Gauck német szövetségi elnöknek, azóta Magyarország berlini nagykövetsége vezetője.
2010-ben megkapta a Magyar Érdemrend középkeresztje kitüntetést.